# Goregaon
Goregaon là một thị trấn thống kê (census town) của quận Raigarh thuộc bang Maharashtra, Ấn Độ.

## Địa lý
Goregaon có vị trí 18°10′B 73°18′Đ / 18,17°B 73,3°Đ Nó có độ cao trung bình là 28 mét (91 feet).

## Nhân khẩu
Theo điều tra dân số năm 2001 của Ấn Độ, Goregaon có dân số 6868 người. Phái nam chiếm 50% tổng số dân và phái nữ chiếm 50%. Goregaon có tỷ lệ 79% biết đọc biết viết, cao hơn tỷ lệ trung bình toàn quốc là 59,5%: tỷ lệ cho phái nam là 84%, và tỷ lệ cho phái nữ là 74%. Tại Goregaon, 12% dân số nhỏ hơn 6 tuổi.